# Associação Desportiva Sanjoanense (hockey sobre patines)
La Associação Desportiva Sanjoanense (también conocido como AD Sanjoanense) es un club de hockey sobre patines de la ciudad portuguesa de São João da Madeira que actualmente milita en la 2ª división del Campeonato de Portugal de hockey sobre patines, de la que proclamó campeón en la temporada 2000/01.
Su éxito deportivo más destacado fue la consecución de la Recopa de Europa de la temporada 1985-1986, disputada ante el Sporting CP, así como dos terceros puestos en el Campeonato de Portugal de hockey sobre patines en las temporadas 1984/85 y 1985/86.
También disputó la final de la Copa de Portugal de 1985 y la final de la Supercopa de Europa de 1986, ambas perdidas ante el Oporto.

## Palmarés
- 1 Recopa de Europa (1985/86)
- 1 Campeonato Nacional de Hockey sobre patines (2ª división) (2000/01)